# Сант-Эузанио-Форконезе
Сант-Эузанио-Форконезе (итал. Sant'Eusanio Forconese) — коммуна в Италии, располагается в регионе Абруццо, в провинции Л’Акуила.
Население составляет 406 человек (2008 г.), плотность населения составляет 51 чел./км². Занимает площадь 8 км². Почтовый индекс — 67020. Телефонный код — 0862.
Покровителем коммуны почитается святой Евсаний, празднование 9 июля.

## Демография
Динамика населения:

## Администрация коммуны
- Официальный сайт: